# Jacob Peter Gowy

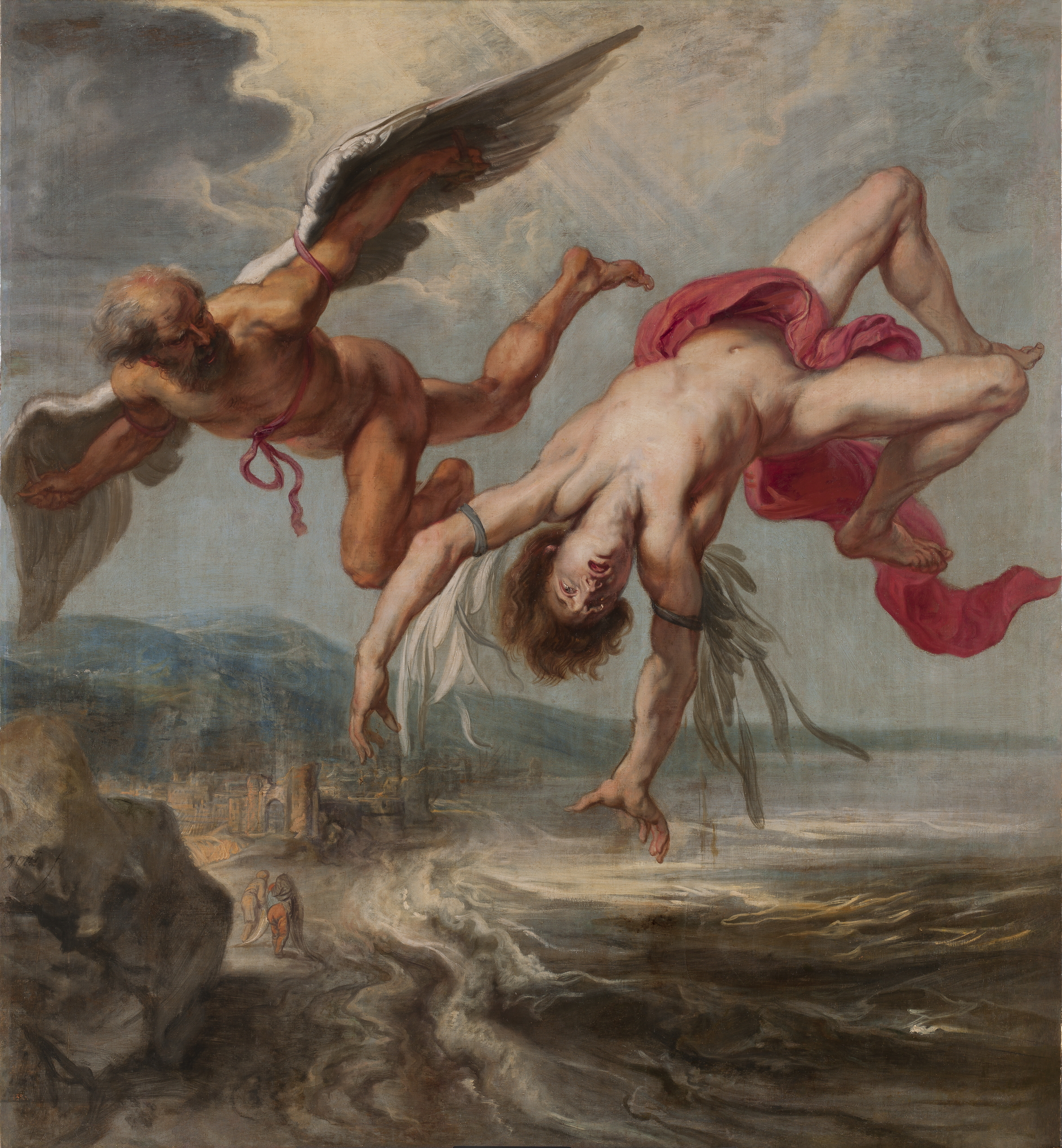
O voo de Ícaro

Jacob Peter Gouwy ou Jacob Peter Gowy (c. 1610/1615 - depois de 1644 e antes de 1664) foi um pintor flamengo barroco conhecido por pinturas e retratos históricos. Colaborou com o pintor Peter Paul Rubens e passou algum tempo na Inglaterra, onde atuou como pintor de retratos. Pode ser considerado um dos pioneiros da pintura de cavalos por uma de suas obras mais famosas, representando um altivo cavalo na Inglaterra.

## Vida
Pouco se sabe sobre a vida e a carreira de Jacob Peter Gouwy. Fora discípulo de Paul van Overbeeck em Antuérpia. Registrou-se como aprendiz na Associação de São Lucas de Antuérpia no ano de 1632-33. Tornou-se um mestre da Aliança de Antuérpia entre 1636 e 1637.
Sabe-se que Gouwy viajou para a Inglaterra, entretanto a data de tal viagem é desconhecida. No país, Gouwy trabalhara como pintor de retratos. Segundo fontes, viveu seus últimos anos de aposentadoria em Antuérpia, como padre da Igreja de St Walburga.
Não há consenso sobre a data e local de sua morte, entretanto acredita-se que esta ocorrera entre 1644 e 1664.

## Trabalhos
Pouquíssimos trabalhos foram atribuídos a Gouwy. Sua principal atuação fora aparentemente como pintor e retratista histórico.

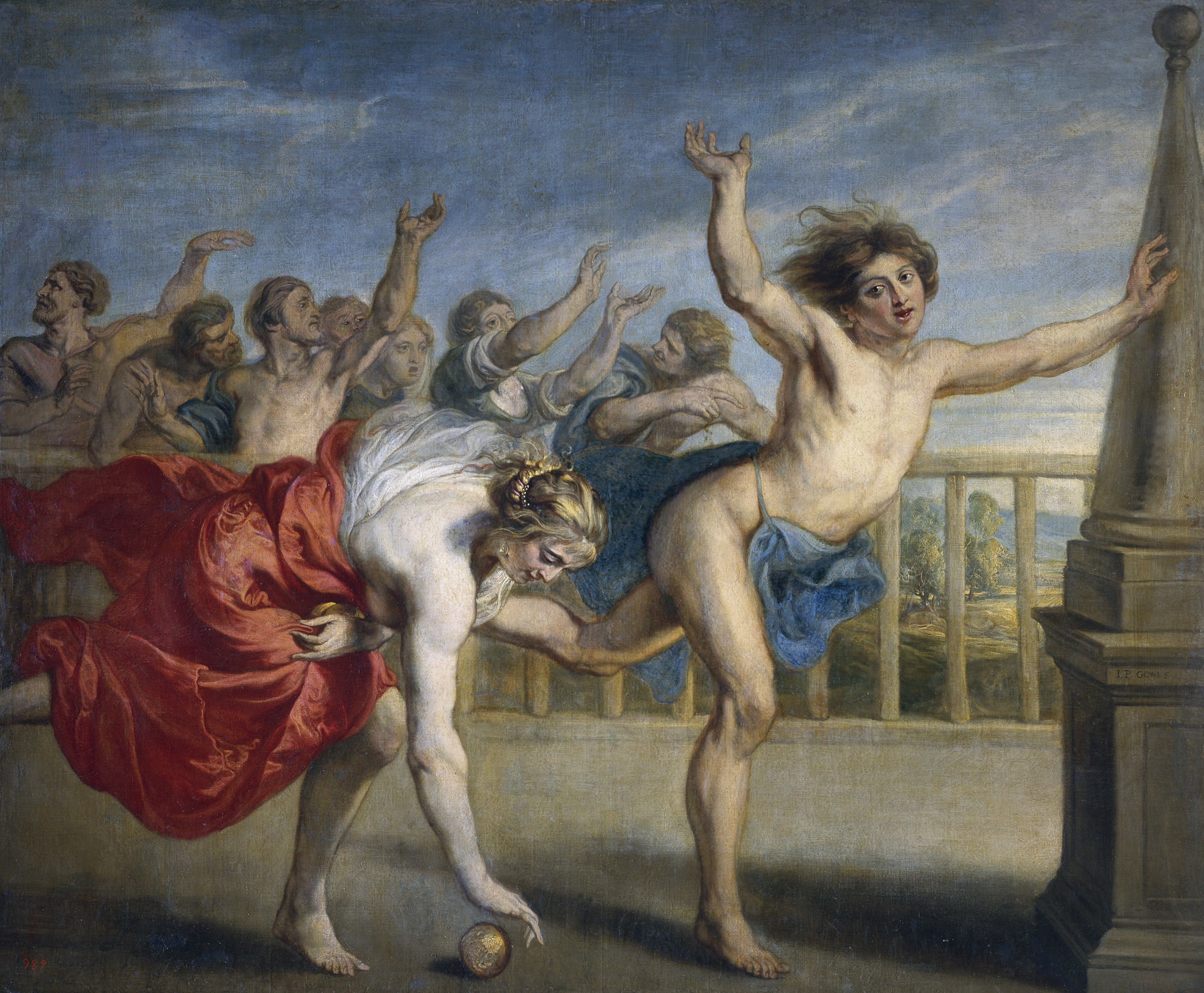
Hipomenos e Atalanta

Gouwy colaborou com Rubens em meados de 1630. Rubens recebeu, em 1636, uma comissão do rei espanhol Filipe IV da Espanha para criar uma série de pinturas mitológicas que decorariam a Torre de la Parada, um pavilhão de caça do rei perto de Madri. As cenas mitológicas retratadas na série foram amplamente baseadas nas Metamorfoses de Ovídio. Rubens realizou esta importante comissão com a assistência de um grande número de pintores de Antuérpia, tais como Jacob Jordaens, Cornelis de Vos, Jan Cossiers, Pieter Snayers, Thomas Willeboirts Bosschaert, Theodoor van Thulden, Jan Boeckhorst, Peeter Symons, Jan Baptist Borrekens, entre outros, que trabalharam de acordo com os projetos de Rubens. Gouwy também esteve envolvido nesse projeto como colaborador. Duas das telas que Gouwy criou após os desenhos de Rubens, uma representando A Queda de Ícaro e a outra Hipomen e Atalanta, estão na coleção do Museu do Prado em Madri. Uma comparação com os desenhos originais de Rubens mostra que o Gowy fora fiel aos planos iniciais, adicionando esparsas mudanças aos esboços do mestre.
Václav Hollar, o proeminente gravador boêmio que trabalhava na Inglaterra na época, gravou três dos retratos de Gouwy em 1644, representando Johannes Henry van Craenhals, o alquimista húngaro Johannes Banfi Hunyades e John Thompson. Gouwy também pintou Thomas Wood, bispo de Lichfield e Coventry (Oxford, Christ Church College), bem como o retrato de um homem desconhecido (c. 1645 a 1650, anteriormente no castelo de Wilton). A estética de seus retratos aproximam-se mais da de Antoon van Dyck do que da de Rubens.

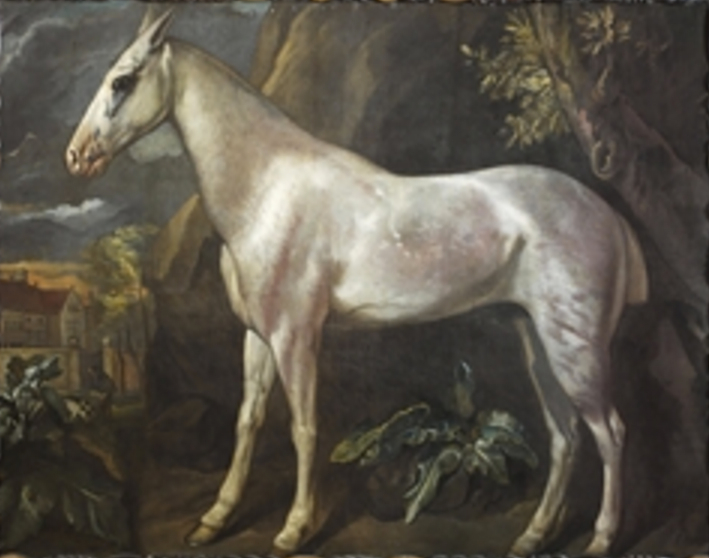
O garanhão cinza manchado do Marquês de Worcester

Na Inglaterra, Gouwy pintou um dos primeiros retratos de um cavalo já criado, precedido apenas pela grande pintura de um cavalo cinza no Hatfield Hall, datada de 1594. Acredita-se que a pintura de Gouwy, assinada e datada de 1647, represente o garanhão cinza manchado do marquês de Worcester (na Christie's em 22 de maio de 2008, Londres, lote 250). O cavalo é o assunto principal da composição, que pode, portanto, legitimamente ser chamado de 'retrato de cavalo'. No primeiro plano imediato, está o cavalo sem sela, que domina a composição. O Worcester House é retratado em segundo plano. A imagem provavelmente teve uma influência importante na história da arte esportiva britânica. John Wootton era, na juventude, uma página para Lady Anne Somerset, filha do 1.º duque de Beaufort e esposa de Thomas, 2.º conde de Coventry. Posteriormente, os Beaufort incentivaram Wootton a seguir com a pintura, e é provável que Wootton tenha visto a foto de Gouwy em sua coleção. A exposição precoce a um exemplo monumental da pintura de cavalos provavelmente deu a Wootton uma noção das possibilidades do campo que o tornaram um dos mais vigorosos e ousados de seus expoentes.
Por volta de 1630-1645, Gouwy forneceu o design de uma das quatro gravuras de Frans van den Wyngaerde nas Quatro horas do dia (em francês: Quatre heures du jour). Seu design, representando o meio-dia, mostra uma cena ao ar livre com uma senhora olhando melancolicamente para longe, enquanto um cavalheiro toca violão.